# Entrange
Entrange é uma comuna francesa situada no departamento da Mosela, na região de Grande Leste. Em 2010 a comuna tinha 1 276 habitantes (densidade: 319,8 hab./km²).
Está situada ao norte de Thionville, perto da divisa com o Luxemburgo.